# Orígenes el Pagà
Orígenes (grec antic: Ὠριγένης, llatí: Origenes) fou un filòsof platònic grec d'època incerta.
Va escriure una obra titulada De Daemonibus. En parla Porfiri i Fabricius l'inclou a la seva obra Bibliotheca Graeca. Sovint hom l'ha confós amb l'escriptor eclesiàstic Orígenes.